# コルテン・ガン
コルテン・ソップ（Colten Sopp, 1991年5月18日 - ）は、アメリカ合衆国フロリダ州オーランド出身のプロレスラー。AEWにてコルテン・ガン（Colten Gunn）のリングネームで所属。父のモンティ・ソップ、弟のオースティン・ソップも同じくAEW所属のプロレスラー。

## 得意技

### フィニッシュ・ホールド
コルト45
前屈みになった相手の両脇の下から手を入れて回転させながら持ち上げ、地面に叩き付けるバタフライ・ネックブリーカー。
フェイマサー
父のビリー・ガンが開発したレッグドロップ・ブルドッグ。

### 合体技
3：10トゥー・ユマ
弟オースティン・ガンとの合体技。相手の体を宙に浮かせ、コルテンがバックドロップ、オースティンがネックブリーカーを同時に叩き込む。2007年公開の映画『3時10分、決断のとき』が技名の由来。

## 獲得タイトル
AEW
- AEW世界タッグチーム王座：1回

w / オースティン・ガン
- AEW世界トリオ王座：1回

w / オースティン・ガン、ジェイ・ホワイト
ニュー・サウス・レスリング
- ニュー・サウス・タッグチーム王座：1回

w / オースティン・ガン
ROH
- ROH世界6人タッグチーム王座：1回

w / オースティン・ガン、ジェイ・ホワイト